# Aster maritime
Tripolium pannonicum
Espèce
Classification phylogénétique
L'Aster maritime, Tripolium pannonicum (synonyme ancien Aster tripolium L.) est une espèce de plantes à fleurs de la famille des Astéracées. C'est une plante herbacée qui pousse au bord de la mer, dans les prés-salés originaire d'Europe, d'Afrique du Nord et d'Asie.

## Description
C'est une plante herbacée vivace ou bisannuelle, halophile typique des marais salés de 20 à 60 cm de haut possédant des fleurs groupées en capitules. Les fleurs du centre (tubes) sont jaunes, les fleurs en languettes, périphériques des capitules (ligulées, improprement appelées pétales) sont lilas à blanc. L'inflorescence est un corymbe de capitules.
La floraison a lieu de juillet à novembre, sur les falaises et dans les prés-salés. Les feuilles sont vertes à nervure centrale marquée ; les radicales ovales, les caulinaires lancéolées et étroites. Très ramifiées, ses tiges sont glabres et charnues.

## Écologie et répartition
L'aster maritime est originaire d'Europe, d'Afrique du Nord et des régions tempérées d'Asie. On peut le rencontrer en France sur toutes les côtes dans les prés-salés et aussi plus rarement dans quelques lieux salés à l'intérieur des terres comme en Lorraine. Par exemple, la plante pousse dans les estrans de la baie du Mont-Saint-Michel et de la baie de Somme.
La Collète des prés salés est une espèce d'abeilles qui vit dans les prés-salés d'Europe de l'Ouest et a synchronisé sa biologie sur la floraison de l'Aster maritime. Son pollen et son nectar lui permettent de nourrir ses larves.

## Usages
La plante est comestible crue ou cuite surtout en période juvénile (taille de la feuille de 5 à 20 mm). Elle se cuisine très facilement et se marie avec toutes viandes et poissons. Elle est récoltée à partir du mois d'avril jusqu'en août par des cueilleurs professionnels patentés (plus la plante est jeune, plus les feuilles sont tendres ; en fin de saison, les feuilles sont plus ligneuses, donc moins appétissantes).

## Systématique
Le nom correct complet (avec auteur) de ce taxon est Tripolium pannonicum (Jacq.) Dobrocz.. L'espèce a été initialement classée dans le genre Aster sous le basionyme Aster pannonicus Jacq. et a longtemps été connue sous le nom mis en place par Linné Aster tripolium.

### Synonymie
Tripolium pannonicum a pour synonymes :
- Aster carnosus Gilib.
- Aster depressus Kit.
- Aster longicaulis Desf.
- Aster longicaulis Desf. ex DC.
- Aster macrolophus H.Lév. & Vaniot
- Aster maritimus Salisb.
- Aster palustris Lam.
- Aster pannonicus Jacq.
- Aster papposissimus H.Lév.
- Aster salignus Schrad., 1809
- Aster salinus Schrad.
- Aster succulentus Gilib.
- Aster tripolium L.
- Eurybia maritima Gray
- Fimbristima maritima (Salisb.) Raf.
- Galatella pannonica (Jacq.) Galasso, Bartolucci & Ardenghi
- Galatella tripolium (L.) Galasso, Bartolucci & Ardenghi
- Tripolion maritimum (Salisb.) Raf.
- Tripolium linnaeanum Vasjukov & Saksonov
- Tripolium longicaule Dufour
- Tripolium maritimum (Salisb.) H.Lév.
- Tripolium pannonicum (Jacq.) Schur, 1866
- Tripolium vulgare Nees

### Noms français
Ce taxon porte en français les noms vulgarisés et normalisés suivants : Aster maritime,,, Aster de Hongrie,, Tripolium de Pannonie,, Tripolium de Hongrie,. Localement, la plante porte également les noms vernaculaires d'oreille de cochon (en raison de ses feuilles juvéniles qui ont une forme analogue) et d'épinard de mer (feuilles comestibles qui rappellent celles de l’épinard).
Parmi ces noms français, Aster maritime est le nom dont l'usage est le plus recommandé.

## Galerie d'images

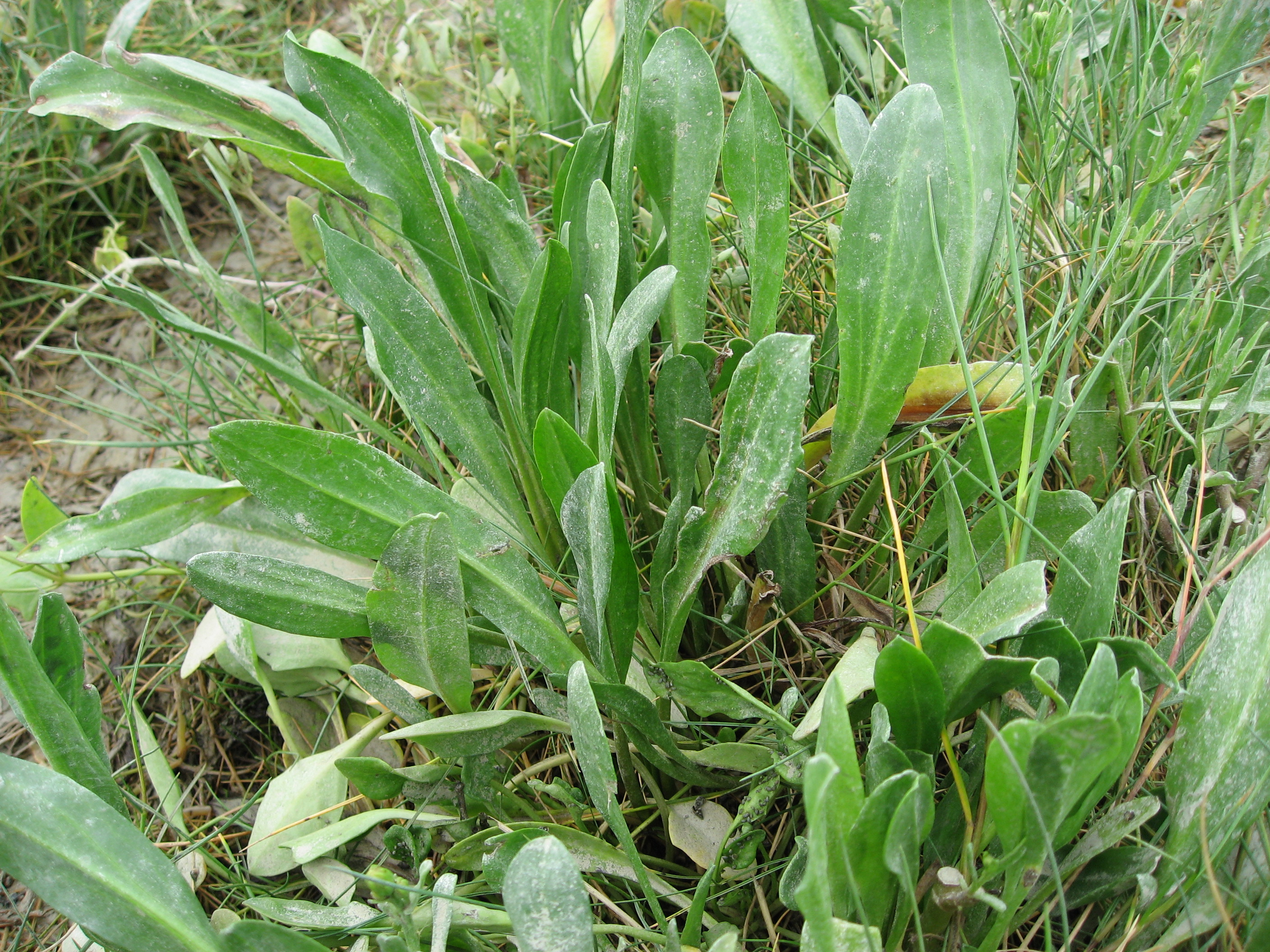
Jeunes feuilles basales.
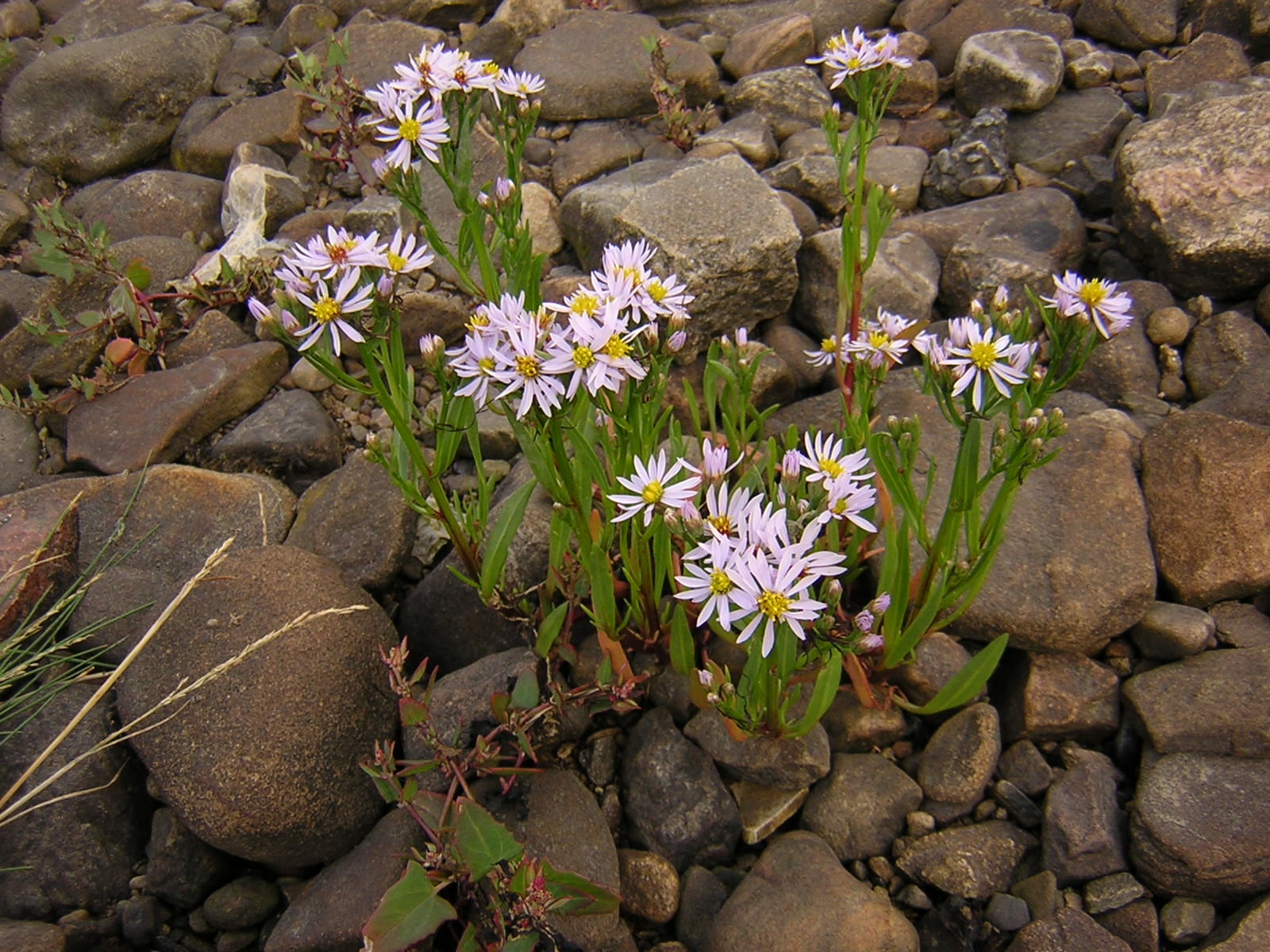
Plante entière.
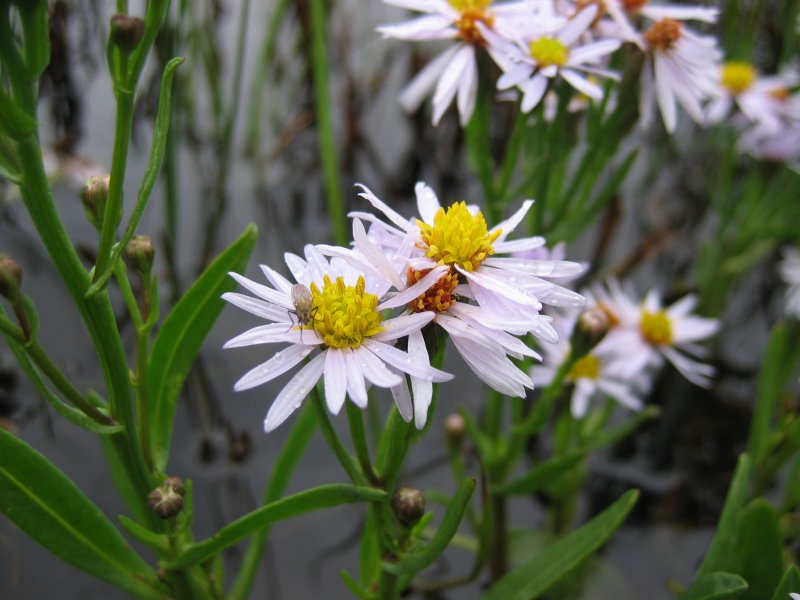
Floraison.
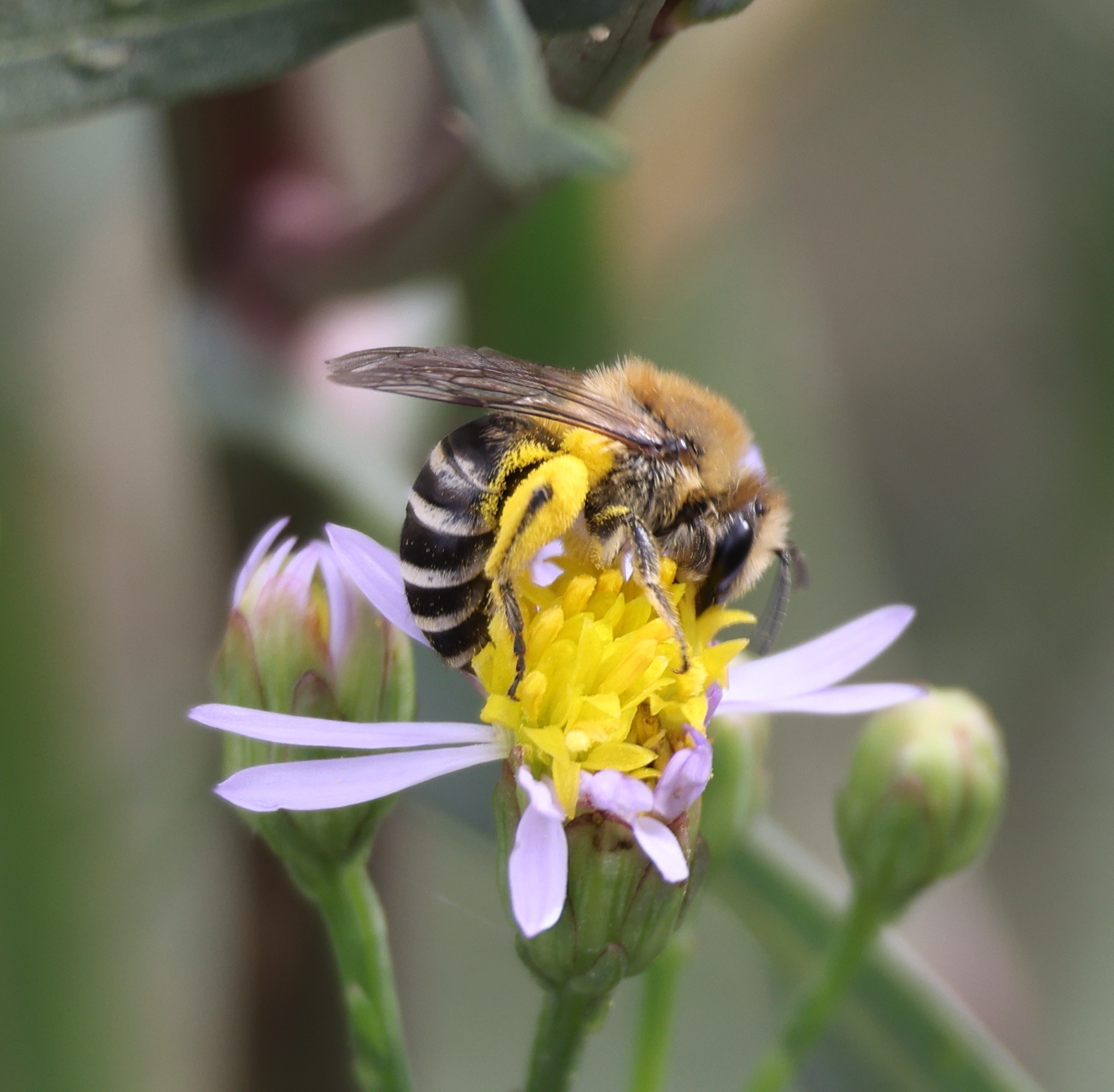
Collète des prés salés butinant.
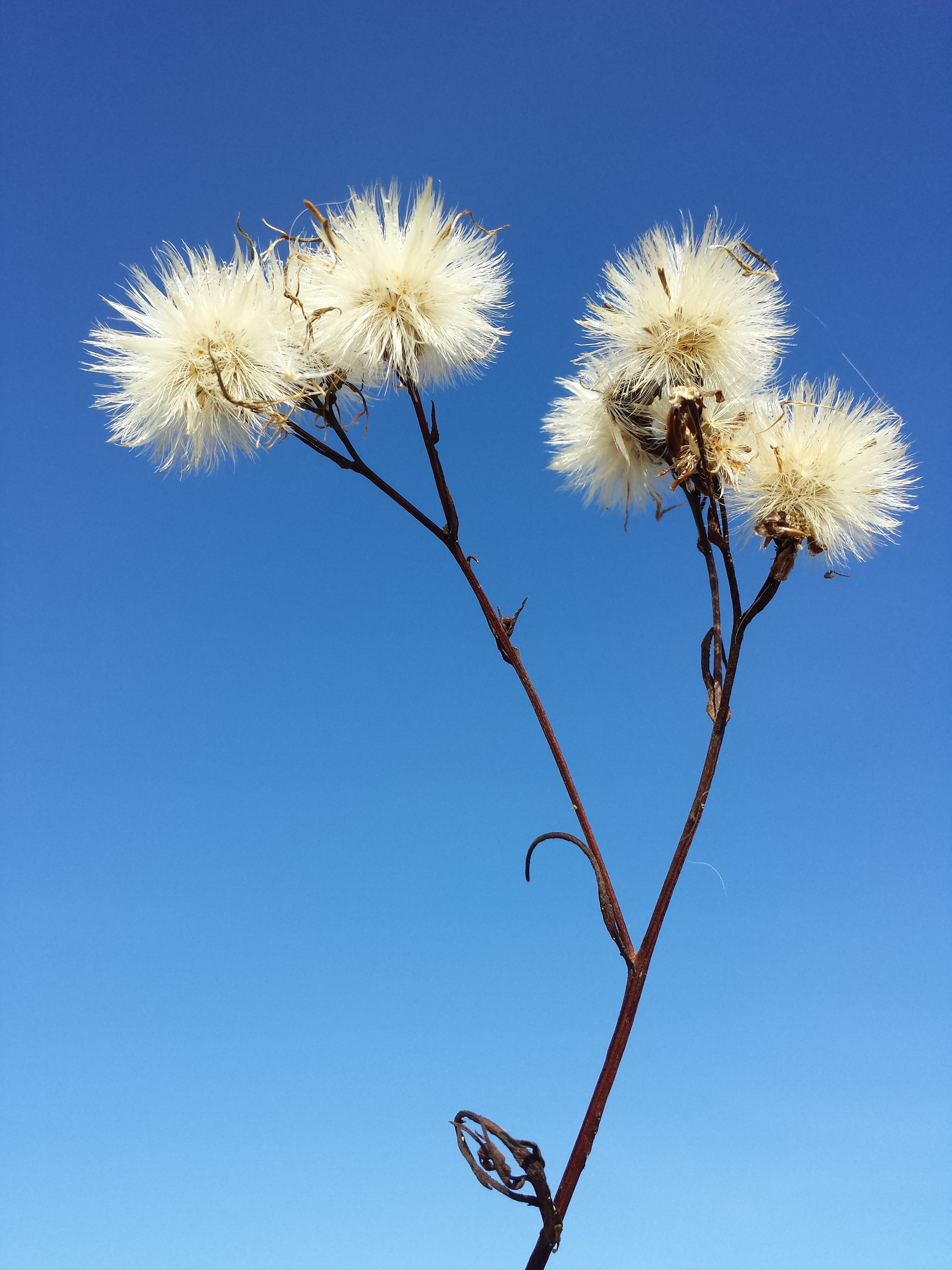
Fruitaison.
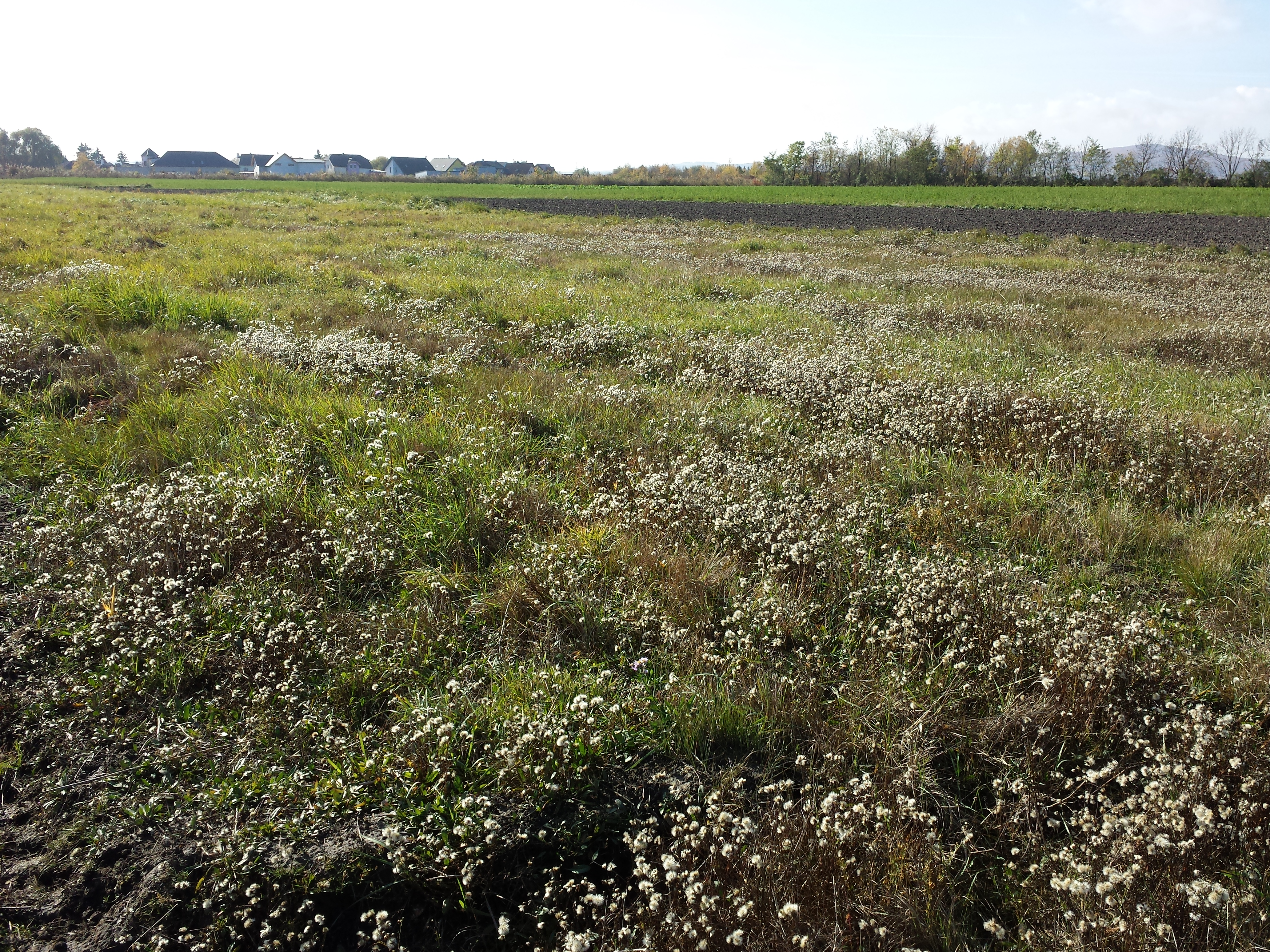
Habitat.